# Before the Party's Over
«Before the Party's Over» (укр. «Перед тим, як вечірка закінчиться») — пісня бельгійського співака Mustii, з якою він представляв Бельгію на Пісенному конкурсі Євробачення 2024 в Мальме, Швеція. Сам Mustii описує пісню як «попмузику з темними сторонами».

## Про пісню
Музику «Before the Party's Over» написали П'єр Дюмулен, Бенуа Леклерк, а авторами тексту стали написали Мустін, Ніна Самперманс, Аріанна Д'Амато та Шарлотта Кларк. Окрім цього, сам Mustii брав участь як у написанні музики до пісні, так і її тексту.
В інтерв'ю Mustii заявляв про бажання підтримувати еволюцію свого музичного стилю з конкурсною піснею, намагаючись змінити свій звичний стиль, щоб композиція була «попмузикою з темними сторонами». Він також заявив про бажання показати свою справжню сутність і відчуття яскравості.
У пісні є приспів, зроблений із записів вокалу фанатів, які почали збирати в січні 2024 року: «Залишилося кілька тижнів до конкурсу, пісня майже готова, але не вистачає важливого елемента, щоб зробити її незабутньою: вас і вашого голосу. Фінальний приспів складатиметься з голосів усіх фанатів!». Понад 1000 людей відгукнулися на заклик приєднатися та заспівати разом, і ця спільна робота підкреслює гасло Євробачення: «Об'єднані музикою».

### Відгуки та оцінка пісні
В огляді Wiwibloggs, який містить відгуки кількох критиків, «Before the Party's Over» отримала оцінку 7,4 з 10 балів.

## Пісенний конкурс Євробачення 2024

### Відбір
16 серпня 2023 року бельгійський мовник Пісенного конкурсу Євробачення в парні роки — Бельгійське радіо й телебачення французької спільноти (RTBF) — оголосив про участь Бельгії у конкурсі 2024 року. Mustii був оголошений представником Бельгії на Євробаченні 2024 30 серпня 2023 року, а дата випуску його пісні для конкурсу була запланована на лютий. За день до прем'єри пісні Mustii оголосив її назву.
Офіційна прем'єра «Before the Party's Over» відбулася 20 лютого в радіопрограмі Le 8/9 на VivaCité; однак за два дні до цього композиція просочилася на бельгійську радіостанцію Tipik та випадково була повністю відтворена без дозволу на це.

### Просування
Щоб популяризувати пісню для Євробачення, Mustii взяв участь у різних препаті Євробачення, серед яких Pre-Party ES 2024, Barcelona Eurovision Party 2024, London Eurovision Party 2024, Eurovision in Concert 2024 та Nordic Eurovision Party 2024. Крім того, співак виконав «Before the Party's Over» під час півфіналу 11 сезону The Voice Belgique.

Mustii на Eurovision Pre-Party 2024 Madrid
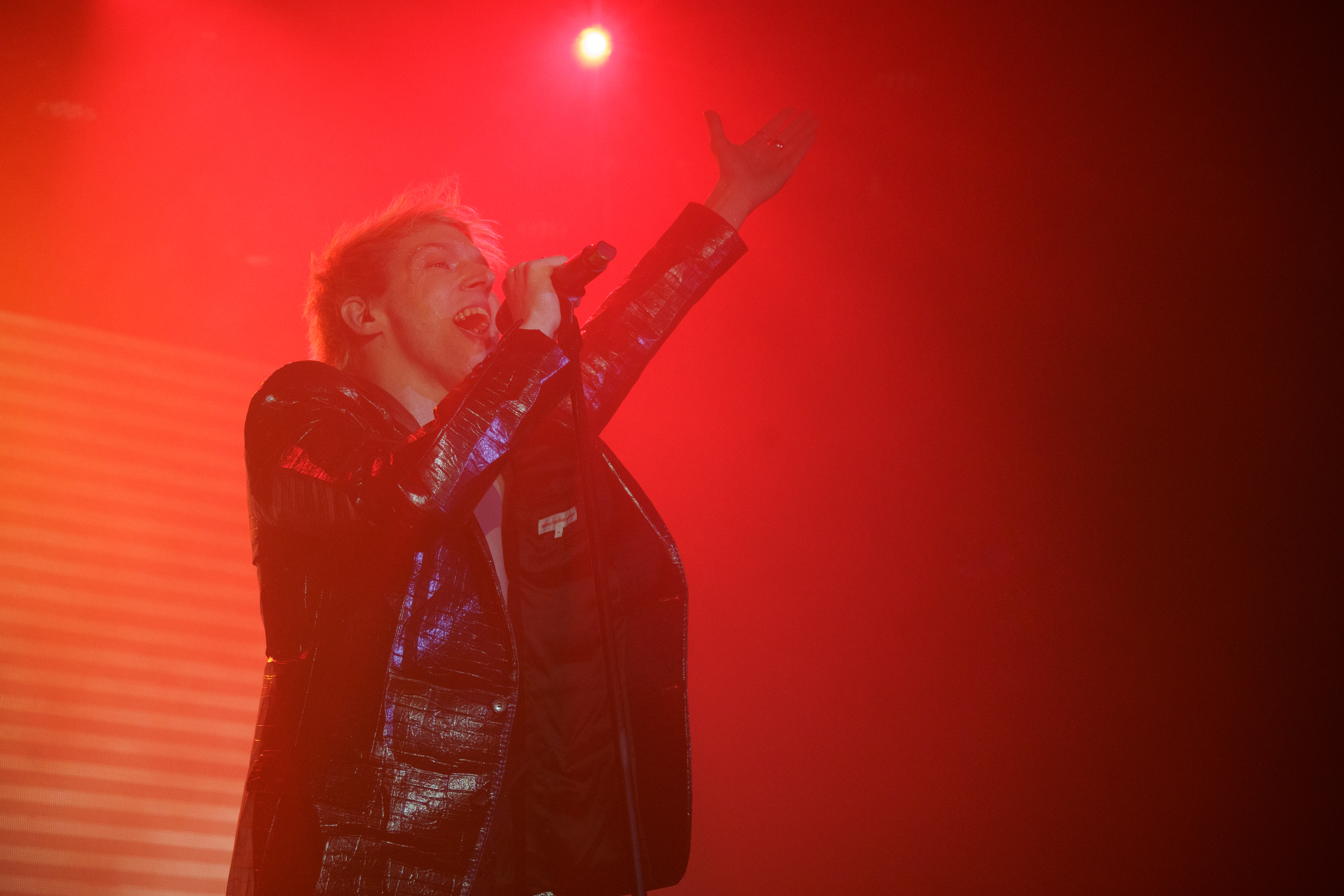
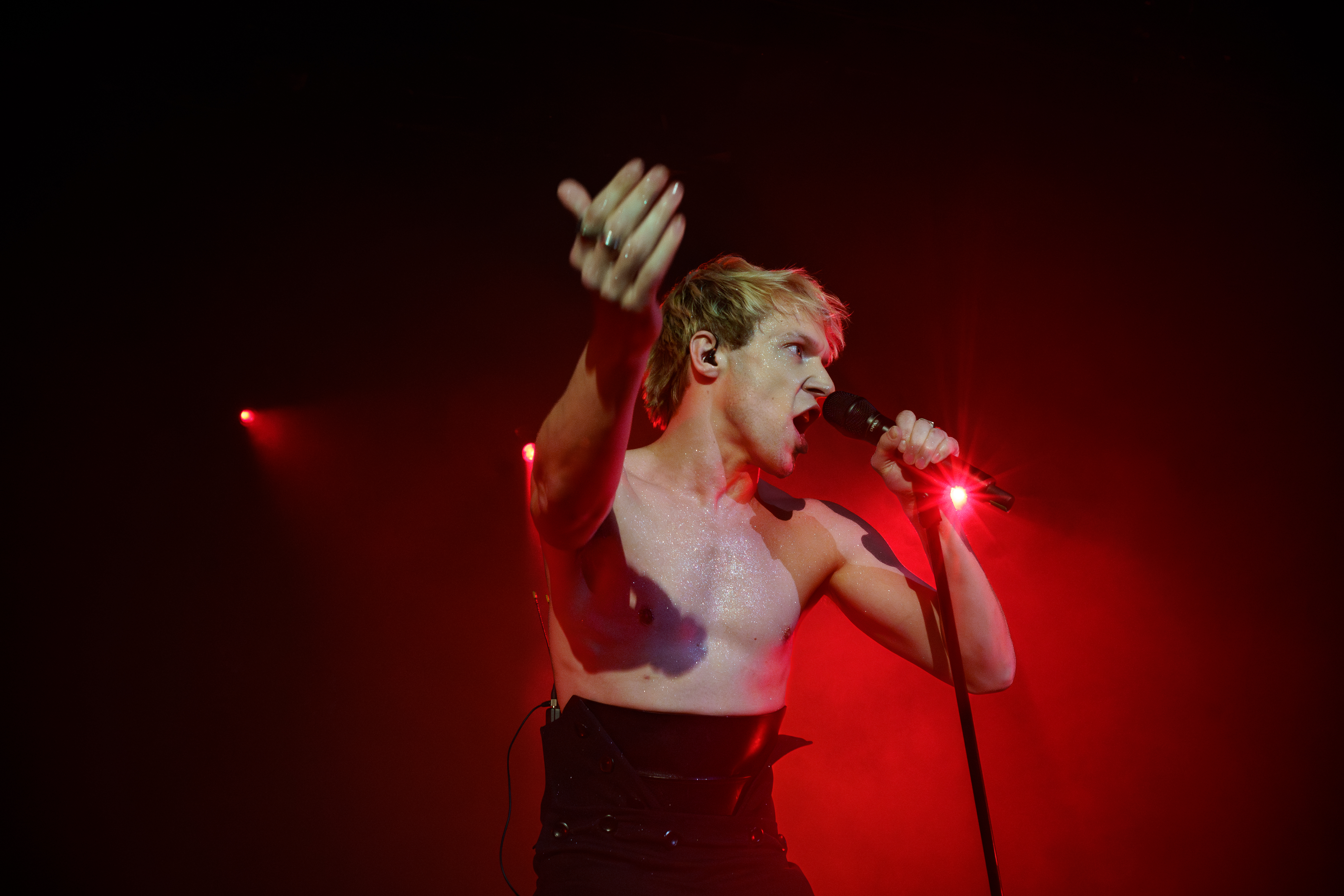

### На Євробаченні
Пісенний конкурс Євробачення 2024 відбудеться в Мальме, Швеція, і складатився з двох півфіналів, які відбулися 7 і 9 травня відповідно, і фіналу 11 травня 2024 року. Під час жеребкування 30 січня 2024 року Бельгія потрапила до другого півфіналу, де виступила у другій половині шоу під 12 номером.

## Чарти
| Чарт                           | Пікова позиція |
| ------------------------------ | -------------- |
| Бельгія (Ultratop 50 Flanders) | 10             |
| Бельгія (Ultratop 50 Wallonia) | 19             |